# Лейпатунтури
Лейпатунтури (от фин.  лат. Leipätunturi → leipä = хлеб, tunturi = тундра/фьельды/безлесная гора; также Левойва, Лейвова горa, Лейпа-тундра) — фьельды в Кандалакшском районе Мурманской области, в юго-западной её части. Высота — 530,5 метров над уровнем моря. Расположена в 2,5 км к востоку от пос. Слюда, рядом с горой проходит дорога на месторождение кварца горы Перчатка.
Является также одной из самых высоких горных вершин между Приботнией и Кандалакшским заливом, благодаря чему вершина имеет важное стратегическое значение. В состав РСФСР вошла по итогам Зимней войны 1940 года как часть сектора Салла — Куусамо. Повторно включена в состав СССР в 1944 году.

## Полезные ископаемые
Данную гору следует рассматривать как часть Ёнского месторождения мусковита, которое также известно как Левойвоское. Поверхность горы покрыта густой сетью геологических канав и шурфов, заложенных для разведки слюдоносных пегматитовых жил. На южном склоне горы Лейпатунтури на высоте 460 м над уровнем моря берет начало река Лейпи, которая затем протекает по лесистой, местами также болотистой местности.